# Nanga Parbat
Nanga Parbat (Urdu: نانگا پربت) je planina u Pakistanu, u lancu Himalaje. Jedna od ukupno četrnaest planina viših od 8000 metara, i s 8126 metara nadmorske visine, deveta najviša planina na svijetu. Poznata također i kao "planina ubojica", smatra se trećom najpogibeljnijom planinom za alpinističke uspone
nakon Annapurne i K2. Iako se danas u odnosu na polovicu 20. stoljeća broj penjačkih nesreća znatno smanjio, još uvijek se radi o izvanredno teškom usponu. Nanga Parbat je ogroman i impresivan vrh koji dominira nad okolnim krajevima.

## Opis

### Lokacija
Planina, čiji se naziv s jezika Urdu prevodi kao "Gola planina", nanga - od sankskrtske riječi nagna (नग्न), "gol",  i parbat sa sanskrtskog parvata (पर्वत), "planina, stijena", nalazi se na krajnjem zapadu Himalaje, kao najzapadniji vrh iznad 8000 metara visine, južno od rijeke Ind u pakistanskim Sjevernim područjima. Oko 150 kilometara sjeveroistočno nalazi se lanac Karakorum s drugom najvišom planinom svijeta K2. 

### Reljef
Nanga Parbat karakterizira izuzetno vertikalan reljef u svim smjerovima. Južna strana, zid Rupal, smatra se najvišom planinskom liticom na svijetu, koja se uzdiže 4600 m nad svojim dnom. Na sjeveru, nešto blaži obronci zida Rakhiot uspinju se 7000 m od rijeke Ind do vrha u samo 27 km vodoravne udaljenosti, kao jedan od 10 najvećih uspona uopće.
Planina je postavljena duž dugačkog hrbata, koji čini luk s udubljenjem usmjerenim na sjever. Luk
započinje na sjeveroistoku, s hridi Chongra, koja se uzdiže na Chongra Peak i sporedne vrhove, centralni Chongra Peak i južni Chongra Peak, nakon čega se svija isprva usmjeren jugozapadno, te na zapad, prateći glavni vrh. Greben se dalje nastavlja prema zapadu, potom u smjeru zapad-sjeverozapad, sjeverno od grebena Mazeno, s postepenim opadanjem. Hrid Mazeno smatra se najdužim grebenom na svijetu, te uspon tim putem još nije postignut. Od vrha planine prema sjeveru razdvaja se sporedni hrbat, koji potom naglo zaokreće prema zapadu i dotiče vrh Galano, odakle opada u smjeru zapada duž hridi Galano. Od vrha Galano odvaja se sporedni greben Jalipur, koji opada prema sjeveru.
Hrbati izdvajaju tri zone planine:
- Na sjeverozapadu litica Diamir, gdje se nalazi i južni sporedni vrh North Peak; naglo silazi prema ledenjaku Diamir, koji se nastavlja prema dnu doline i smjeru zapad-jugozapad okružen hridima Mazeno i Galano. Dno litice je stjenovito, dok se na gornjim sastoji od velikih ledenjaka.[6]

- Na sjeveroistoku litica Rakhiot, koja se veoma strmo spušta u smjeru sjevera do ledenjaka Rakhiot, okruženog hridima Chongra i Jalipur. Litica Rakhiot uzdiže se preko 7000 metara od dna doline Inda, udaljenog samo 27 km u vodoravnoj liniji.

- Na jug-jugozapadu izvaredno strma litica Rupal, koja se velikim i stalnim nagibom spušta 4600 metara do doline u podnožju, te se smatra najvišom planinskom liticom na svijetu.[6]

## Usponi

### Prvi pokušaji
Pokušaji osvajanja Nanga Parbata započeli su vrlo rano. Već 1895. Albert Mummery je predvodio ekspediciju koja je dostigla 7000 m na litici Diamir, ali potom je zajedno s dvojicom Gurkha poginuo pri usponu na Rakhiot. 1930-ih nižu se njemačke ekspedicije: Prvu je 1932. predvodio Willy Merkl. Sljedeća 1934., završila se tragično s pogibijom tri alpinista i šest Šerpa. Slična sudbina pratila je i ekspediciju 1937., predvođenu Karlom Wienom, kada je lavina zatrpala logor IV sa sedam alpinista i devet Šerpa. Ekspediciju 1938. spriječilo je loše vrijeme, dok je 1939. Heinrich Harrer započeo početno izviđanje, ali izbijanje drugog svjetskog rata spriječilo je daljnje aktivnosti, te je i sam Harrer bio zatočen u logoru u Indiji.

### Prvo osvajanje
Nanga Parbat je prvi osvojio austrijski alpinist Hermann Buhl 3. srpnja 1953., kao član austrijsko-njemačke ekspedicije koju je predvodio Karl Maria Herrligkoffer, po litici Rakhiot na sjeveroistoku. Uspon na vrh bio je vrlo težak: Buhl je nastavio sam nakon što su se ostali penjači odustali, te je na vrh stigao u 17:00 po lokalnom vremenu jer je uspon bio teži i duži od očekivanoga. Silazak je bio također usporen nakon gubitka dereze, te radi silaska mraka bio prisiljen prenoćiti u stojećem položaju na uskoj izbočini. Vratio se u logor idućeg dana u 19:00, 40 sati nakon polaska. Buhl je bio prvi alpinist koji je ostvario samostalni uspon na vrh iznad 8000 metara i bez kisika. 

### Ostali istaknuti usponi
Drugi uspon postigla je 1962. njemačka ekipa u sastavu Toni Kinshofer, Sigfried Löw i Anderl Mannhardt. Tada je uspon ostvaren po rubnom dijelu litice Diamir, izbjegavavši sredinu koja je sklona lavinama. Taj put danas se smatra standardnim putem uspona. 1970. Reinhold i Günther Messner prvi su osvojili vrh usponom preko zahtjevne južne strane, ali pri silasku tada još neistraženom liticom Diamir, Günther Messner je poginuo pod lavinom. Reinhold Messner na Nanga Parbat vratio se 1978., i obavio prvi u potpunosti samostalni uspon na vrhunac iznad 8000 metara. 1984., Lilliane Barrard zajedno sa svojim suprugom Mauriceom Barrardom, postala je prva žena na vrhu te planine. 2005., nakon jednotjednog uspona, američki alpinisti Steve House i Vince Anderson otvorili su put ka vrhu preko litice Rupal, dugačak 4100 metara.

## Galerija
- Diamir s vrhuncem i hrid Mazeno (desno).
- Zračna snimka iz smjera sjeveroistoka.
- Pogled s Fairy Meadows.
- Nacionalni park Deosai, 2006.

## Vanjske poveznice
- peakware.com   Arhivirana inačica izvorne stranice od 7. veljače 2010. (Wayback Machine)
- summitpost.org
- Popis 25 najstrminih planina na svijetu - peaklist.org